# The Best of ZZ Top
The Best of ZZ Top è un album discografico di raccolta del gruppo rock statunitense ZZ Top, pubblicato nel 1977.

## Tracce
Side A
1. Tush – 2:14
2. Waitin' for the Bus – 2:59
3. Jesus Just Left Chicago – 3:29
4. Francine – 3:33
5. Just Got Paid – 4:27

Side B
1. La Grange – 3:51
2. Blue Jean Blues – 4:42
3. Backdoor Love Affair – 3:20
4. Beer Drinkers and Hell Raisers – 3:23
5. Heard it on the X – 2:23

## Formazione
- Billy Gibbons – chitarra, voce
- Dusty Hill – basso, cori, voce
- Frank Beard – batteria, percussioni